# Kościół św. Ducha w Pradze
Kościół św. Ducha (czeski: Kostel svatého Ducha) – zabytkowy kościół rzymskokatolicki w Pradze, na Starym Mieście, pomiędzy ulicami Dušní, Široká i Elišky Krásnohorské. Jest to gotycka jednonawowa świątynia z drugiej połowy XIV wieku.
Kościół pierwotnie stał obok klasztoru benedyktynów, który powstał wraz z tą świątynią.